# Голубой грот (Капри)
Голубой грот (итал. Grotta Azzurra — «Лазоревый грот») — грот на северном берегу острова Капри (Италия).
Длина грота 56 метров, ширина 30, высота свода над уровнем воды 15 метров, высота входа до 1,3 метра. У грота единственный вход со стороны моря, и попасть в него можно только вплавь или на лодке. Из-за низкого входа в штормовую погоду вход в грот недоступен. Дно затоплено морем, благодаря чему свет, проникающий в грот, придает воде и всей пещере красивый лазоревый цвет. Красота грота была описана немецким поэтом и живописцем Августом Копишем, после чего грот стал одной из популярнейших достопримечательностей среди туристов на Капри и фактически эмблемой острова. Грот был известен еще римлянам, о чем свидетельствуют найденные в нем римские статуи.
Голубой грот Капри часто сравнивают с очень похожей достопримечательностью — Голубым гротом острова Бишево.

## Галерея

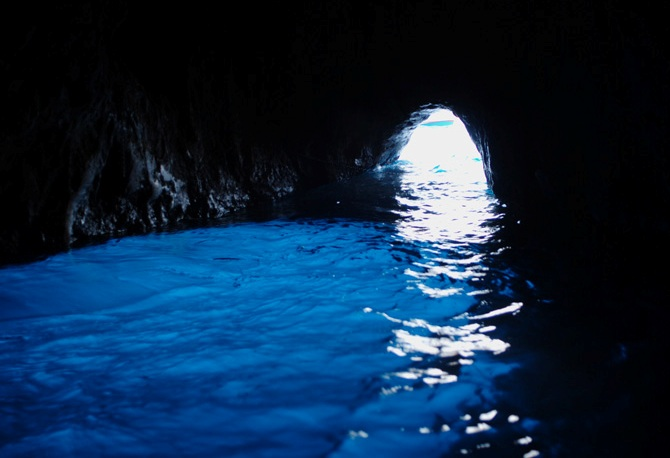
Вход в Голубой грот
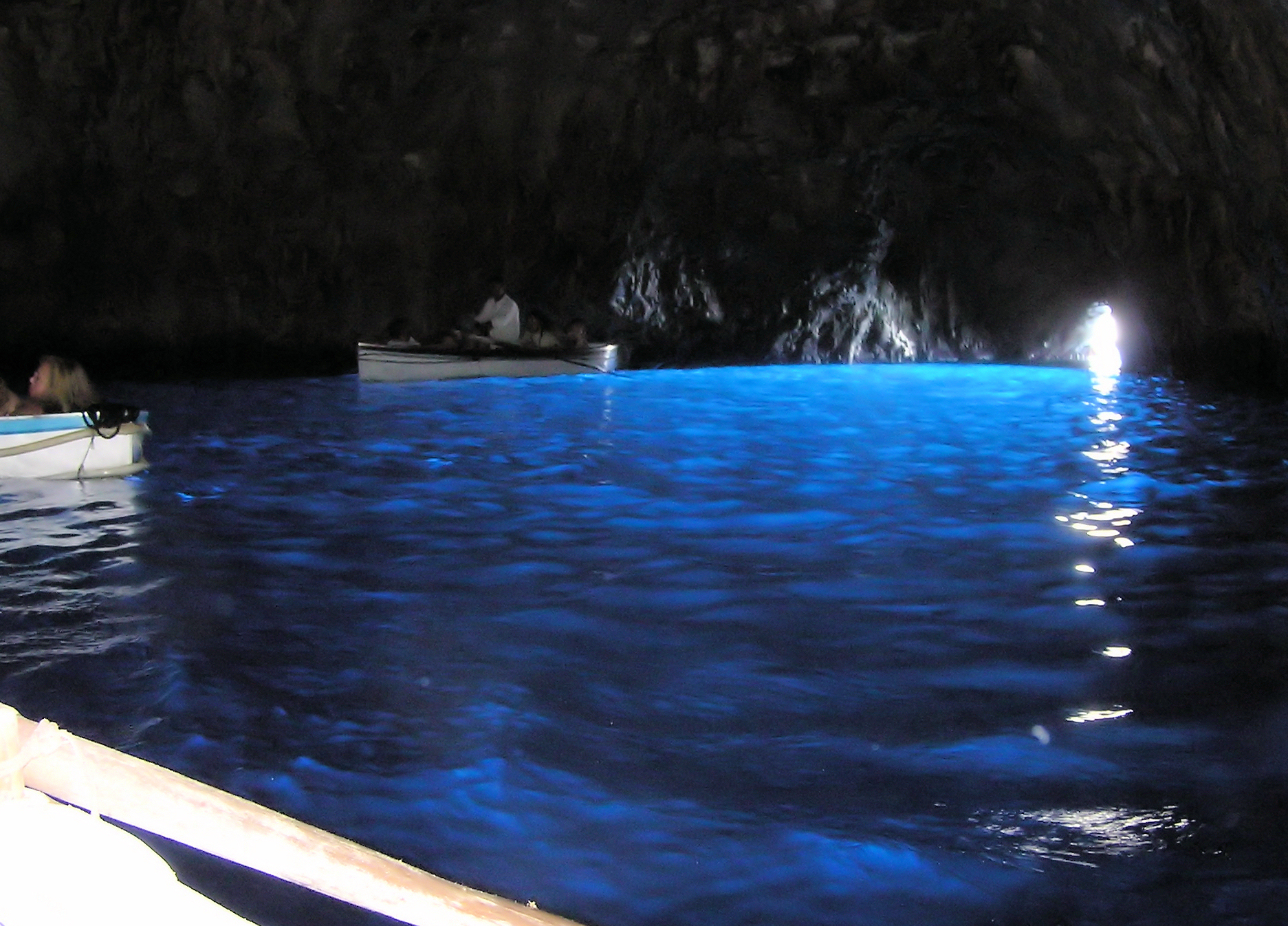
Лодки внутри грота
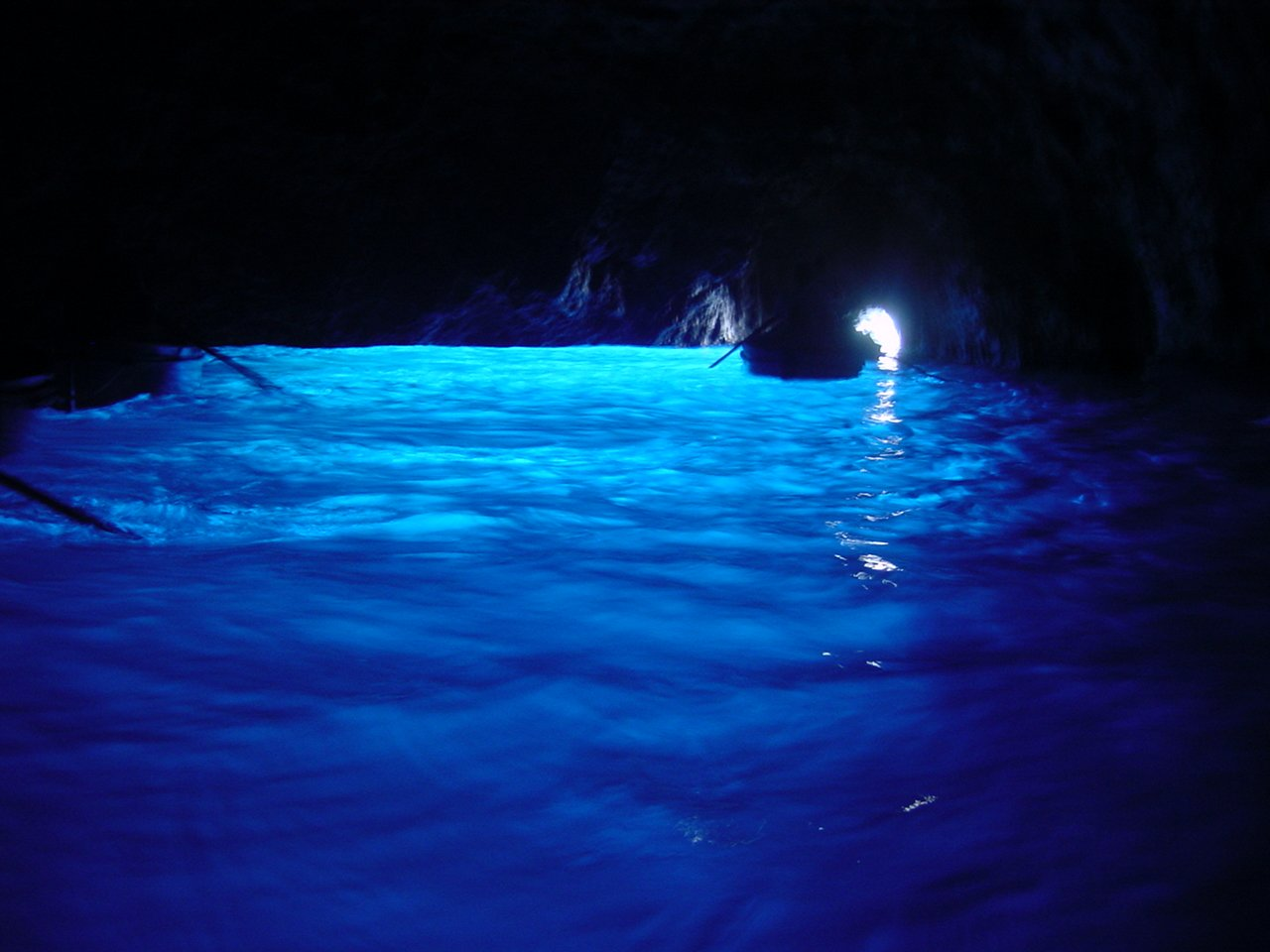
Вход в пещеру — белое пятно с правой стороны

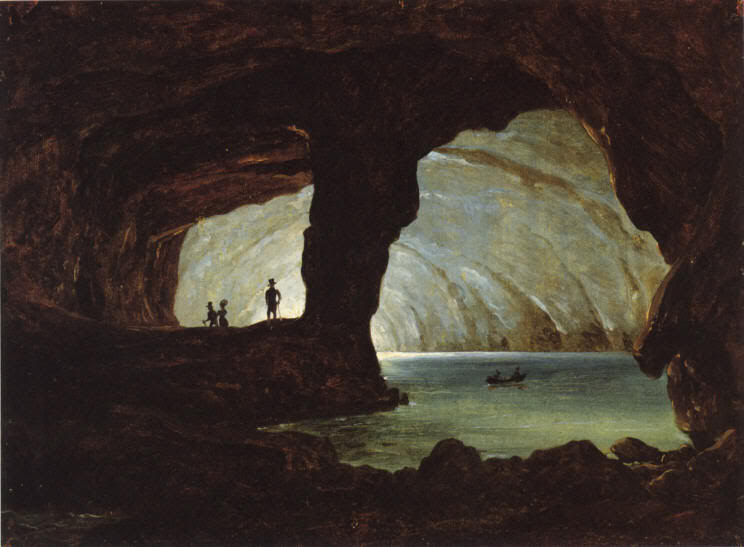
Голубой грот, Константин фон Кюгельген, 1833
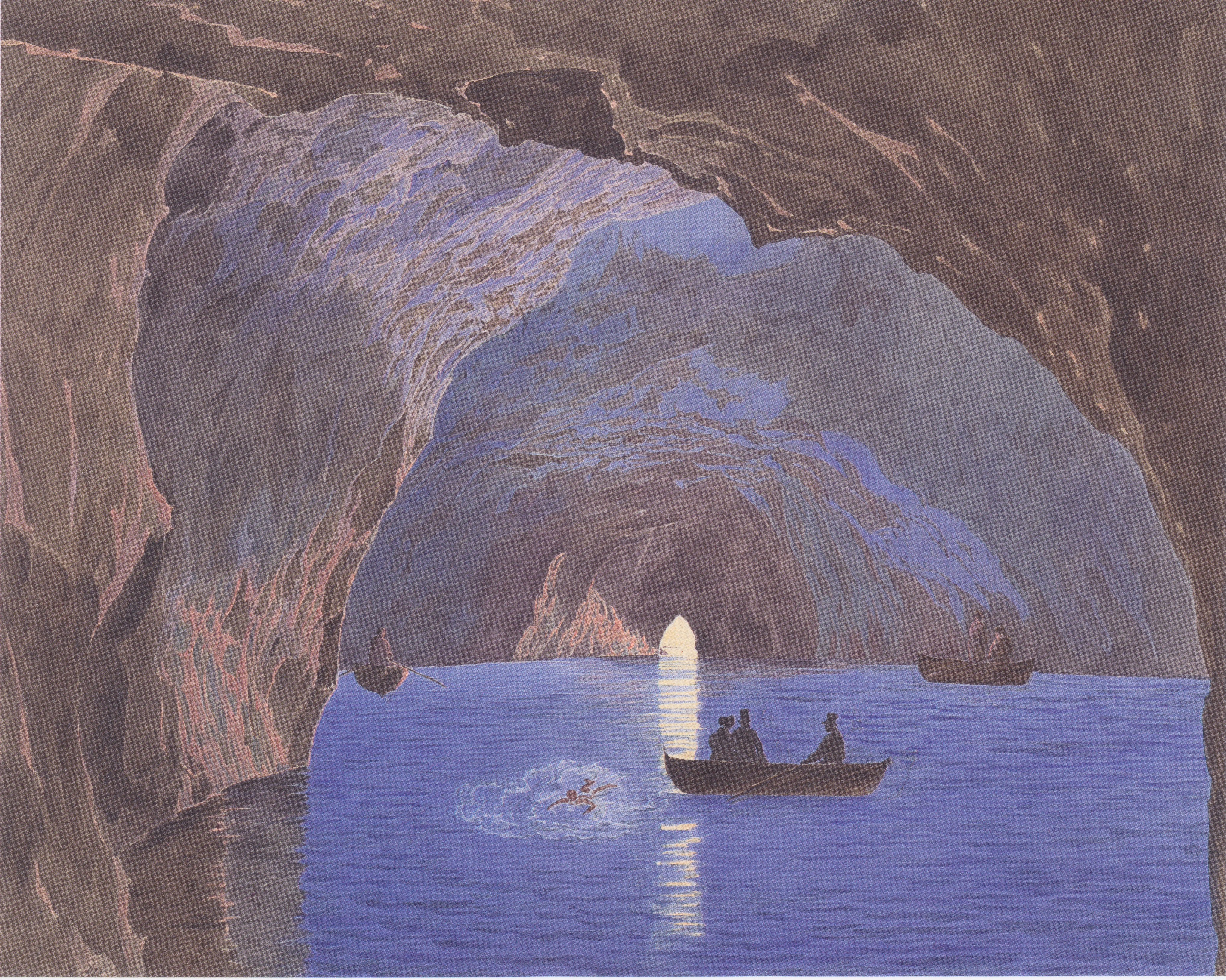
Голубой грот, Якоб Альт, 1835-1836
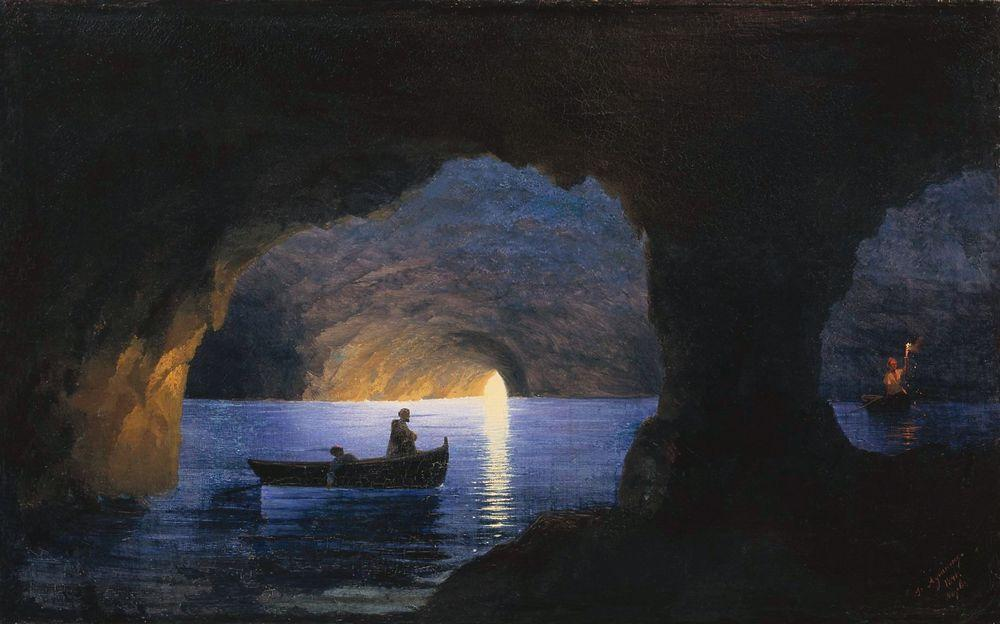
Лазоревый грот. Неаполь, Иван Константинович Айвазовский, 1841